# Forme volume
 (novembre 2017).
Si vous disposez d'ouvrages ou d'articles de référence ou si vous connaissez des sites web de qualité traitant du thème abordé ici, merci de compléter l'article en donnant les références utiles à sa vérifiabilité et en les liant à la section « Notes et références ».
En géométrie différentielle, une forme volume généralise la notion de déterminant aux variétés différentielles. Elle définit une mesure sur la variété, permet le calcul des volumes généralisés, et la définition générale des orientations.
Une forme volume se définit comme une forme différentielle de degré maximal, nulle en aucun point. Pour qu'une variété admette une forme volume, il faut et il suffit qu'elle soit orientable. Dans ce cas, il en existe une infinité. En présence d'une structure supplémentaire (riemannienne, symplectique ou autre), il est judicieux de choisir une forme volume spécifique.

## Généralités
Soit {\displaystyle M} une variété différentielle de dimension {\displaystyle n}. Une forme volume est une section de la {\displaystyle n}-ème puissance extérieure {\displaystyle \Lambda ^{n}M} du fibré cotangent, nulle en aucun point. La régularité de cette section peut dépendre du contexte ; souvent on l'impose de classe {\displaystyle C^{\infty }}, les résultats pouvant s'adapter ensuite à des régularités plus faibles. Dans une carte locale {\displaystyle x=(x_{1},...,x_{n})}, une forme volume s'écrit :
où {\displaystyle \varphi } est une fonction réelle différentiable ne s'annulant pas. 
Si {\displaystyle \omega } est une forme volume, alors les formes différentielles de degré {\displaystyle n} sont toutes de la forme {\displaystyle f.\omega }, avec {\displaystyle f} une fonction numérique. Une fois fixée une forme volume, les formes volumes sont de suite en bijection avec {\displaystyle C^{\infty }(M,\mathbb {R} ^{*})}.

### Orientation
Pour une forme volume {\displaystyle \omega } sur une variété {\displaystyle M}, une base de l'espace tangent en {\displaystyle x} à la variété est dite directe quand la forme volume, évaluée sur les vecteurs de base, donne un résultat positif. En particulier, la variété {\displaystyle M} est orientée. L'orientabilité de la variété est l'unique condition nécessaire et suffisante pour l'existence de formes volumes.
Il est facile de démontrer que le fibré vectoriel {\displaystyle \Lambda M} est isomorphe au-dessus de {\displaystyle M} à {\displaystyle \mathbb {R} \otimes _{\mathbb {Z} }H^{n}(T_{*}M,T_{*}M-0_{*},\mathbb {Z} )}. Le choix d'une orientation (si elle existe) de {\displaystyle M} est le choix d'une section de générateurs  de {\displaystyle H^{n}(T_{*}M,T_{*}M-0_{*},\mathbb {Z} )} et définit donc par l'isomorphisme précédent une section de {\displaystyle \Lambda ^{n}M}, soit donc une forme volume. Toutefois, le choix d'une orientation n'impose pas un unique choix d'une forme volume. 
Une forme volume {\displaystyle \omega } est nécessairement fermée. En cohomologie de De Rham, sa classe est un générateur de {\displaystyle H^{n}(M,\mathbb {R} )}. 

### Mesure
Une forme volume {\displaystyle \omega } définit une mesure borélienne positive sur {\displaystyle M} (une mesure définie sur les éléments de la tribu borélienne) par : 
Cette mesure est essentielle au sens où elle est non nulle sur tout ouvert non trivial, et qu'elle est nulle sur toute hypersurface.
Une variété même si elle est non orientable admet une mesure essentielle. En effet, toute variété {\displaystyle M} admet un revêtement à deux feuillets orientable, qui possède une forme volume, qu'on peut supposer invariante par les automorphismes du revêtement. La mesure associée est une mesure essentielle invariante ; par passage au quotient, elle induit une mesure essentielle sur {\displaystyle M}.

## Exemples

### Forme d'aire
Sur une surface réelle {\displaystyle X}, une forme d'aire est une forme volume, autrement dit une {\displaystyle 2}-forme différentielle {\displaystyle \omega } ne s'annulant en aucun point. 
Si une surface orientée {\displaystyle X} est munie d'une métrique riemannienne {\displaystyle g}, alors, il est possible de définir la rotation euclidienne {\displaystyle J_{x}} d'angle {\displaystyle \pi /2} du plan euclidien {\displaystyle (T_{x}M,g_{x})}. C'est un champ naturel d'opérateurs {\displaystyle J=\{J_{x}\}_{x\in X}} (c'est-à-dire une section globale du fibré vectoriel {\displaystyle \mathrm {End} (TM)}). Il induit la forme d'aire {\displaystyle \omega } définie par :
Le champ {\displaystyle J} vérifie : {\displaystyle J^{2}=-\mathrm {Id} } ; un tel champ est appelé structure presque complexe. Réciproquement, la donnée d'une forme d'aire {\displaystyle \omega } et d'une structure presque complexe {\displaystyle J} sur {\displaystyle X} détermine une unique métrique riemannienne {\displaystyle g} sur {\displaystyle X}.
Les formes d'aire peuvent être étudiées comme cas particulier de formes symplectiques.

### Volume riemannien
Une variété riemannienne orientable {\displaystyle (M,g)} possède une unique {\displaystyle n}-forme différentielle {\displaystyle \omega } telle que, pour toute base orthonormée orientée {\displaystyle (e_{1},...,e_{n})} d'un espace tangent {\displaystyle T_{x}M}, on ait : 
Dans toute carte orientée {\displaystyle x=(x_{1},...,x_{n})}, cette forme volume {\displaystyle \omega } s'écrit : 
où {\displaystyle \det g} désigne le déterminant de {\displaystyle g} exprimée sous forme d'une matrice symétrique définie positive dans la carte locale.
Cette forme volume définit une unique mesure {\displaystyle \mu }, appelée mesure riemannienne sur {\displaystyle M} définie par :
L'orientabilité de la variété est centrale pour l'existence d'une forme volume. Cependant, elle est superficielle dans l'existence d'une mesure riemannienne sur {\displaystyle (M,g)}. Voici deux manières équivalentes de le voir :
- Il existe un revêtement double {\displaystyle p:N\rightarrow M} tel que la variété {\displaystyle N} soit orientable. La métrique riemannienne {\displaystyle g} sur {\displaystyle M} se relève en une unique métrique riemannienne abusivement notée {\displaystyle g}, telle que {\displaystyle p} soit une isométrie locale. Le discours ci-dessus donne une mesure {\displaystyle \mu } sur {\displaystyle N}. La mesure {\displaystyle \nu :=p_{*}\mu } est appelée mesure riemannienne de {\displaystyle (M,g)} ;
- Sans faire appel à la topologie algébrique, on se contente de définir la mesure {\displaystyle \nu } en restriction aux cartes locales : cela est suffisant par un argument de partition de l'unité. Pour toute carte locale {\displaystyle x:U=B(0,1)\rightarrow M}, et pour toute fonction {\displaystyle f} à support compact inclus dans {\displaystyle x(U)}, on pose :

### Forme volume en géométrie symplectique
Sur une variété différentielle de dimension paire {\displaystyle 2n}, une forme symplectique {\displaystyle \omega } est une 2-forme différentielle fermée en tout point non dégénérée. La non-dégénérescence équivaut à ce que {\displaystyle \omega ^{n}} ne soit  jamais nulle. En particulier, {\displaystyle \omega ^{n}} est une forme volume canoniquement associée. De fait, {\displaystyle M} doit être orientable et possède une orientation canonique imposée par la forme symplectique. 
Les variétés de Kähler sont des variétés différentielles munies d'une structure riemannienne et d'une structure symplectique ; cependant, la condition de compatibilité entre ces structures impose que les formes volumes qui leur sont associées comme ci-dessus soient égales.

### Forme volume en géométrie de contact
En géométrie de contact, par définition, une forme de contact {\displaystyle \alpha } est une 1-forme différentielle sur une variété de dimension {\displaystyle 2n+1} telle que {\displaystyle \alpha \wedge (\mathrm {d} \alpha )^{n}} soit en tout point non nulle. En particulier, {\displaystyle \alpha \wedge (\mathrm {d} \alpha )^{n}} est une forme volume. L'existence d'une forme de contact sur une variété implique que cette dernière soit orientable.
L'existence et la classification des structures de contact sur une variété différentielle de dimension impaire est une question ouverte. Une discussion approfondie a été entamée en dimension 3 et a abouti à distinguer les structures de contact vrillées et tendues.

## Référence
1. ↑  Jacques Lafontaine, Introduction aux variétés différentielles [détail des éditions], chap. 6.